# Ecionemia metastrosa
Ecionemia metastrosa är en svampdjursart som först beskrevs av Lebwohl 1914.  Ecionemia metastrosa ingår i släktet Ecionemia och familjen Ancorinidae. Inga underarter finns listade i Catalogue of Life.